# Alcides Sakala Simões
Alcides Sakala Simões (Bailundo, 23 de dezembro de 1953) é um político angolano da União Nacional para a Independência Total de Angola (UNITA) e membro da Assembleia Nacional de Angola.

## Publicações
- Memórias de um Guerrilheiro